# Alchon

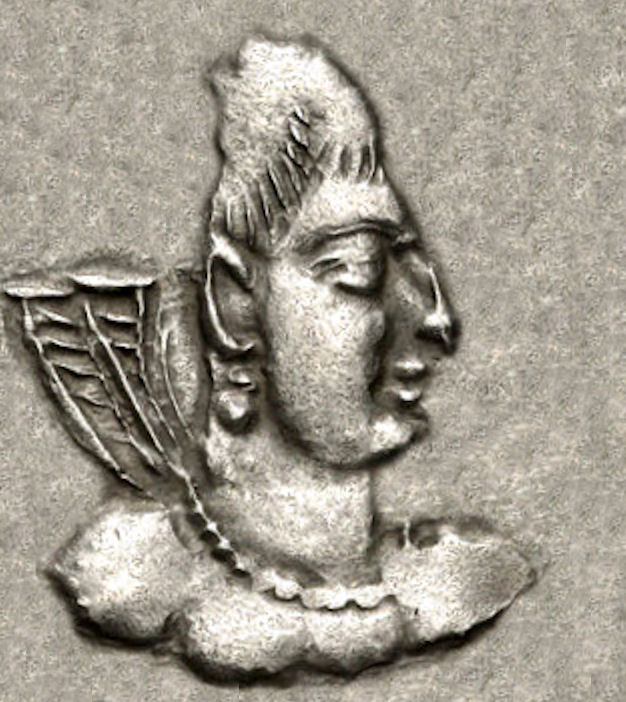
Khingila

De Alchon waren een van de vier takken van de Heftalieten of Witte Hunnen. Vanaf 390 trokken zij naar het zuiden en in 430 vielen zij India binnen. Het is niet goed duidelijk of zij verwant zijn aan de Hunnen van Attila.